# Zdzisław Radwański
Zdzisław Józef Radwański (ur. 2 stycznia 1907, zm. 27 listopada 1992 ) – polski architekt. 

## Życiorys
W 1925 roku ukończył Państwowe Gimnazjum im. Stefana Batorego w Warszawie. W 1933 roku ukończył studia na Wydziale Architektury Politechniki Warszawskiej.
Przed wojną pracował m.in. przy projekcie Dworca Głównego w Warszawie, w pracowni Czesława Przybylskiego.
Od 1959 roku był docentem w Katedrze Budownictwa Ogólnego Politechniki Warszawskiej, od 1962 roku był kierownikem Katedry Budownictwa Ogólnego, był prodziekanem Wydziału Architektury.
Od 1933 roku był członkiem Oddziału Warszawskiego SARP.
Był bratankiem Mieczysława Radwańskiego, nauczyciela i dyrektora I Państwowego Gimnazjum i Liceum im. Stefana Batorego. 
Zmarł 27 listopada 1992 roku. 2 grudnia 1992 roku został pochowany na Cmentarzu Ewangelicko-Augsburskim w Warszawie (AL9-1-28).

## Wybrane publikacje
- Zdzisław Radwański, Budownictwo dla architektów, Wydawnictwo Politechniki Warszawskiej, Warszawa 1982
- Zdzisław Radwański, Budownictow ogólne, Wydawnictwo Politechniki Warszawskiej, Warszawa 1975